# Elettariopsis
Elettariopsis – rodzaj bylin z rodziny imbirowatych (Zingiberaceae). Obejmuje ok. 12 gatunków występujących w południowo-wschodniej Azji (Chiny, Indonezja, Laos, Malezja, Tajlandia i Wietnam).

## Morfologia
PokrójRośliny zielne, kłączowe z nibyłodygami o wysokości do 1 m, tworzonymi z silnie wydłużonych pochew liściowych. Liści kilka o blaszce eliptycznej lub lancetowatej, języczek liściowy całobrzegi lub dwudzielny.
KwiatyZebrane w luźne lub główkowate kwiatostany wyrastające z kłącza u podstawy nibyłodyg. Przysadki rozpostarte. Kielich biały lub różowawy, zrosły w rurkę, na szczycie z dwoma lub trzema ząbkami. Korona rurkowata, trójlistkowa. Słupek jeden z trójkomorową zalążnią.
OwocTorebka kulista.

## Systematyka
Pozycja i podział według APWeb (aktualizowany system APG III z 2009)
Rodzaj należy do podrodziny Alpinioideae Link, rodziny imbirowatych (Zingiberaceae) będącej kladem siostrzanym rodziny kostowcowatych Costaceae. Wraz z nią należy do rzędu imbirowców (Zingiberales) reprezentującego jednoliścienne (monocots) w obrębie roślin okrytonasiennych.
Wykaz gatunków
- Elettariopsis burttiana Y.K.Kam
- Elettariopsis curtisii Baker
- Elettariopsis elan C.K.Lim
- Elettariopsis exserta (Scort.) Baker
- Elettariopsis kandariensis (K.Schum.) Loes.
- Elettariopsis kerbyi R.M.Sm.
- Elettariopsis latiflora Ridl.
- Elettariopsis monophylla (Gagnep.) Loes.
- Elettariopsis procurrens (Gagnep.) Loes.
- Elettariopsis puberula Ridl.
- Elettariopsis rugosa (Y.K.Kam) C.K.Lim
- Elettariopsis slahmong C.K.Lim
- Elettariopsis smithiae Y.K.Kam
- Elettariopsis stenosiphon (K.Schum.) B.L.Burtt & R.M.Sm.
- Elettariopsis sumatrana Valeton
- Elettariopsis triloba (Gagnep.) Loes.
- Elettariopsis trilobum (Gagnep.) P.H. Hô
- Elettariopsis unifolia (Gagnep.) M.F.Newman